# Росплазма
ФГБУ РМНПЦ «Росплазма» ФМБА России — организация, обеспечивающая сбор донорской плазмы крови в 6 регионах Российской Федерации. Центральный офис расположен в городе Кирове.

## Цели и направления деятельности
Основной целью деятельности ФГБУ РНМПЦ «Росплазма» ФМБА России является реализация стратегически важного направления государственной политики по бесперебойному обеспечению отечественного производства жизненно-необходимых препаратов крови высококачественным исходным сырьем — фармацевтической субстанцией «Плазма человека для фракционирования».
Для реализации указанной цели в городе Киров создана и успешно функционирует крупнейшая в Российской Федерации единая вертикально и горизонтально интегрированная сеть федеральных плазмоцентров, суммарной мощностью заготовки до 130 тонн плазмы для фракционирования в год.
В соответствии с Уставом ФГБУ РНМПЦ «Росплазма» ФМБА России осуществляет:
- заготовку, хранение, транспортировку и  обеспечение безопасности донорской плазмы и её компонентов;
- пропаганду донорского движения и безвозмездного донорства;
- организацию медико-биологического обеспечения спортсменов спортивных сборных команд Российской Федерации  в части, касающейся исследований состава и испытаний безопасности применяемых в спорте высших достижений биологически активных добавок, лекарственных средств и иной парафармацевтической продукции.

## Руководство
- Беловолов, Антон Юрьевич ( генеральный директор)

Прежние руководители:
- Леванов Сергей Вадимович

- Тхай, Станислав Валерьевич
- Хохряков, Александр Львович (врио генерального директора)
- Закиров, Назар Пулатович

## Филиалы
В состав функционирующей под управлением «Росплазма» единой федеральной сети заготовки донорской плазмы входят 11 стационарных плазмоцентров и 4 передвижные станции заготовки донорской плазмы в 6 регионах Российской Федерации:
- Волжск
- Вятские Поляны
- Казань
- Киров
- Кирово-Чепецк
- Кострома
- Котельнич
- Нижний Новгород
- Омутнинск
- Советск
- Слободской
- Чебоксары
- Шемордан
- Яранск

## Лаборатории
В составе лабораторного комплекса «Росплазма» успешно функционируют 3 крупные современные лаборатории:
- Лаборатория серологического скрининга донорской плазмы;
- Лаборатория генотестирования донорской плазмы (ПЦР);
- Испытательная лаборатория контроля качества лекарственных средств.

## Историческая справка
24.04.2003 в целях повышения эффективности обеспечения населения Российской Федерации качественными препаратами крови приказом Министра здравоохранения Российской Федерации № 165 было создано ФГУ «Приволжский окружной медицинский центр экспертизы качества препаратов крови и исследования фракционирования донорской плазмы Росздравнадзора». 
По инициативе руководителя Росздравнадзора заслуженного врача РФ, д.м.н. Николая Викторовича Юргеля 31.08.2007 был открыт первый  в Российской Федерации стационарный плазмоцентр в г. Кирово-Чепецк Кировской области.                               
сентябрь 2007 – март 2008 — открытие 6 плазмоцентров на территории Кировской области: стационарного в г. Слободском и мобильных в городах Вятские Поляны, Омутнинск, Яранск, Советск, Котельнич.                 
11.08.2008 — открытие в г. Кирове первого в России мобильного плазмоцентра                          
11.08.2008 — начало работы плазмоцентра в г. Волжске Республики Марий Эл, первого плазмоцентра за пределами Кировской области и первого в Республике Марий Эл.          
15.12.2008 — открытие Казанского филиала, включающего крупнейший в России и первый в Республике Татарстан плазмоцентр проектной мощностью 30 т донорской плазмы в год.                         
03.02.2009 — открытие плазмоцентра в г. Костроме, первого в Костромской области.                           
14.05.2009 — торжественный запуск Президентом РФ Д. А. Медведевым лабораторного комплекса по обследованию доноров и донорской плазмы, оснащенного современной робототехникой, мощностью 10 млн тестов в год.                 
23.06.2009 — открытие мобильного плазмоцентра в г. Чебоксарах, первого в Чувашской Республике.
18.12.2009 — открытие плазмоцентра мощностью 30 т заготавливаемой плазмы в год в г. Нижний Новгород, первого в Нижегородской области   .                            
15.03.2010 — в соответствии с распоряжением Правительства Российской Федерации № 321-р ФГУ «Приволжский окружной медицинский центр экспертизы качества препаратов крови и исследования фракционирования донорской плазмы Росздравнадзора» отнесено к ведению Федерального медико-биологического агентства.                    
20.09.2011 — ФГУ «Приволжский окружной медицинский центр экспертизы качества препаратов крови и исследования фракционирования донорской плазмы Росздравнадзора» переименовано в Федеральное государственное бюджетное учреждение «Российский медицинский научно-производственный центр «Росплазма» Федерального медико-биологического агентства»                          